# Knölplätt
Knölplätt (Basidioradulum tuberculatum) är en svampart som först beskrevs av Berk. & M.A. Curtis, och fick sitt nu gällande namn av Hjortstam 1995. Basidioradulum tuberculatum ingår i släktet Basidioradulum och familjen Schizoporaceae.   Inga underarter finns listade i Catalogue of Life.
I den svenska databasen Dyntaxa används istället namnet Phlebia albida för samma taxon.  Arten är reproducerande i Sverige.